# Kesselberg (Titting)
Kesselberg ist eine Gemarkung im Landkreis Eichstätt. Die Gemeinde Kesselberg im damaligen Landkreis Hilpoltstein wurde zum 1. Juli 1971 in den Markt Titting eingegliedert.
Die Gemarkung Kesselberg liegt vollständig auf dem Gebiet der Marktgemeinde Titting und hat eine Fläche von 654,16 Hektar. Auf ihr liegen die Tittinger Gemeindeteile Aichmühle, Bürg, Hornmühle, Oberkesselberg, Unterkesselberg und Tafelmühle.

## Geschichte

### Kesselberg
1194 kaufte der Eichstätter Bischof Otto ein Gut in „Kezelperc“ (Burg bei einem kesselartigen Taleinschnitt) von einem Domherrn namens Regelo und übertrug es dem Benediktinerinnenkloster St. Walburg in Eichstätt mit Gebetsauflagen für sich und seine Familie. Graf Gebhard (VI.) von Hirschberg, Schutzvogt des Eichstätter Bischofs, schenkte 1250 seinen Kesselberger Besitz der Deutschherren-Kommende Ellingen. Ein Ortsadel ist von 1122 bis 1313 nachgewiesen. 1396 hatten die Herren von (Alten-)Berg (bei Zirndorf) und von Breitenstein umfangreichen Grundbesitz in Kesselberg. 1473 kamen mehrere Höfe in Ober- und Mittelkesselberg zum Hochstift Eichstätt, die dem Hochgericht Titting unterstellt waren, das 1544 in die Hände des Fürstbischofs Moritz von Hutten kam. Weitere Besitzer waren das Eichstätter Domkapitel und die Herren von Heideck, Lehensherren von Bechthal. Die niedere Gerichtsbarkeit, die Dorf- und Gemeindeherrschaft, die seit unbekanntem Zeitpunkt die Herren von Bechthal ausgeübt hatten, fiel mit dem Kauf von Titting 1544 dem Bischof zur Hälfte zu, die andere Hälfte erwarb Bischof Eberhard II. 1557 von den Heideckern. Nach der Säkularisation kam Kesselberg zum Landgericht Raitenbuch (ab 1812 nach Greding verlegt), 1862 zum Bezirksamt Beilngries und 1879 zum Bezirksamt (später Landkreis) Hilpoltstein. Die Gemeinde Kesselberg ließ sich am 1. Juli 1971 nach Titting eingliedern und kam mit der Marktgemeinde zum vergrößerten oberbayerischen Landkreis Eichstätt. Bereits 1946 hatte es Kesselberger Bestrebungen gegeben, in den Landkreis Eichstätt eingegliedert zu werden.

### Bürg
Namengebend waren ursprünglich die Herren von Kesselberg als Reichsministerialen, „Bürg“ kam erst später für den aus dem Wirtschaftshof der Burg hervorgegangenen Weiler auf. Drei Namensträger sind bekannt: Friedrich I. von Kesselberg († 1237), der in der Rothenburger Gegend Besitz hatte, Friedrich II., der 1255 auf die mit dem Benediktinerkloster Wülzburg (bei Weißenburg in Bayern) strittigen Höfe in Stadelhofen und Oberkesselberg verzichtete, und Siegfried Kesselberger („Sifrit der Chesselberger“), der wohl die Burg im Anlautertal aufgab und 1311/12 als Weißenburger Bürger nachweisbar ist. Die Burg, 1255 genannt, lag an der Ostspitze einer Bergzunge, die sich zwischen dem Anlautertal und dem Kesselberger Tal vorschiebt. Vor- und Hauptburg hatten ungefähr die Form eines Trapezes. Im Bereich der etwas höherliegenden ehemaligen Hauptburg liegt malerisch die heutige katholische Kirche, Filiale von Titting. Diese „Schloßkapelle“ (des Reichsheiligen) St. Laurentius wurde 1456 erstmals erwähnt und 1601 bei einer Diözesanvisitation noch als intakt geschildert; wahrscheinlich ist sie im Dreißigjährigen Krieg 1634, als Titting zerstört wurde, ebenfalls zu Schaden gekommen. Jedenfalls wurde sie 1725 mit vierseitigem Dachreiter mit Ziegelhelm neu gebaut. An ihrer Westseite ist ein Vorzeichen auf toskischen Säulen angebaut. Die Altäre stammen von 1739; die Ausstattung ist spätgotisch (Figur der heiligen Maria mit dem segnenden Jesuskind, um 1490; Hochrelief des Marientodes, Ende 15. Jahrhundert; Kruzifix, um 1520) und barock (großes Kruzifix, um 1700; Passionskreuz, 1772; barocke Prozessionsstangen). Das Altarblatt des Hochaltares, den Kirchenpatron zeigend, malte 1740 der Eichstätter Joseph Dietrich. Die Stuckkanzel von 1742 mit dem heiligen Michael auf dem Schalldeckel schuf wohl Franz Horneis.